# Wirty
Wirty [pronunciación en polaco: /ˈvirtɨ/] (en alemán: Wirthy) es un asentamiento ubicado en el distrito administrativo de Gmina Zblewo, dentro del condado de Starogard, Voivodato de Pomerania, en el norte de Polonia. Se encuentra a unos 6 kilómetros al sureste de Zblewo, a 14 kilómetros al suroeste de Starogard Gdański, y a 56 kilómetros al sur de la capital regional Gdańsk. En la localidad existe un arboreto de 33,61 ha, llamado Arboretum Wirty, que fue fundado en 1875.